# Trutruca
La trutruca (del mapudungun trutruka) o petranca es un aerófono del género de las trompetas, difundido principalmente entre el pueblo mapuche de Chile y Argentina. Es parecido al erke y a la trompa de los Alpes por su forma. El sonido que produce es estridente y grave —la gravedad del sonido depende de la frecuencia de sus vibraciones: un sonido más grave es aquel con menor frecuencia (hercios) y más agudo uno con mayor frecuencia (hercios)—, con escasas variaciones tonales. La trutruca se utiliza como señal a distancia, grito de guerra o como acompañamiento musical en actividades sociales y religiosas.

## Descripción
El instrumento tiene dos partes principales, que son el cuerpo y la bocina. El cuerpo de este instrumento está construido de caña de colihue entre 2 y 5 metros de largo y de 2 a 10 cm de diámetro. La caña se corta longitudinalmente en dos mitades para ahuecarla y luego se juntan las dos mitades con hilo de lana o hilos de tripas animales y está forrado con un intestino animal, por lo general de caballo para evitar escape de aire al ejecutar el instrumento. La bocina posee un pabellón hecho con un cuerno de vacuno despuntado que está unido a la caña con fibras vegetales o hilos de tripas de animales. Una versión pequeña y más moderna de este instrumento se fabrica con un trozo de tubo plástico enrollado.
Se pueden obtener diferentes notas y variaciones en la trutruca por el cambio de presión que se ejerce al soplar y por la posición de los labios.  Los instrumentos son apoyados en el suelo o en un tronco para su ejecución. Se ejecuta principalmente en rituales y eventos sociales como el guillatún, el camaruco, el loncomeo y en ceremonias funerarias.